# Boreosignum orientale
Boreosignum orientale is een pissebed uit de familie Paramunnidae. De wetenschappelijke naam van de soort is voor het eerst geldig gepubliceerd in 2000 door Shimomura & Mawatari.